# Asplanchna brightwellii
Asplanchna brightwellii är en hjuldjursart som beskrevs av Gosse 1850. Asplanchna brightwellii ingår i släktet Asplanchna och familjen Asplanchnidae. Inga underarter finns listade i Catalogue of Life.